# Togüí
Togüí è un comune della Colombia facente parte del dipartimento di Boyacá.
Il centro abitato venne fondato da Francisco de Paula Santander nel 1821.